# Myrianida inermis
Myrianida inermis är en ringmaskart som först beskrevs av Saint Joseph 1887.  Myrianida inermis ingår i släktet Myrianida och familjen Syllidae. Arten är reproducerande i Sverige. Inga underarter finns listade i Catalogue of Life.